# لنتینی
لنتینی (به ایتالیایی: Lentini) یک کومونه در ایتالیا است که در استان سیراکوز واقع شده‌است.

## خصوصیات
لنتینی ۲۱۵٫۷۵ کیلومترمربع مساحت و ۲۴٬۰۹۳ نفر جمعیت دارد و ۵۳ متر بالاتر از سطح دریا واقع شده‌است.